# Clube Desportivo de Estarreja
O Clube Desportivo de Estarreja é um clube de futebol fundado em 27 de Novembro de 1944, localizado na cidade de Estarreja, em Portugal. O Clube joga no campeonato Sabseg da AFA.
A Sede fica situada na Rua Dr. Tavares da Silva em Estarreja, sendo parte integrante do Complexo Desportivo. Aí está sedeada toda a estrutura orgânica do Clube, com os vários departamentos e secções, bem como um bar, aberto a toda a comunidade, e que serve de apoio ao Parque Desportivo.
Os seus jogos em casa são disputados no Estádio Dr. Tavares da Silva.  O Clube possui igualmente um campo relvado com todas as infra estruturas (bancadas, balneários, etc.), um campo sintético de futebol de 11 e outro sintético de apoio, igualmente dotados de balneários e bancadas.
O clube possui cerca de 750 sócios sendo o clube mais representativo do concelho de Estarreja.

## Títulos

### Nacionais[2]
- III Divisão (1): 2002–03

### Regionais[2]
- Campeonato de Elite da AF Aveiro (2): 1979–80, 2011–12
- Taça da AF Aveiro (4): 2009–10, 2010–11, 2011–12, 2023-24
- 2ª Divisão da AF Aveiro (2): 1955–56, 1960–61
- Supertaça da AF Aveiro (1): 2011–12